# Ivindomyrus opdenboschi
Ivindomyrus opdenboschi är en fiskart som beskrevs av Louis Taverne och Géry, 1975. Ivindomyrus opdenboschi ingår i släktet Ivindomyrus och familjen Mormyridae. IUCN kategoriserar arten globalt som sårbar. Inga underarter finns listade i Catalogue of Life.